# Xã Forthun, Quận Burke, Bắc Dakota
Xã Forthun (tiếng Anh: Forthun Township) là một xã thuộc quận Burke, tiểu bang Bắc Dakota, Hoa Kỳ. Năm 2010, dân số của xã này là 11 người.